# أزرق بروسيا (الاستخدام الطبي)
أزرق بروسيا أو زرقة بروسيا أو أزرق بروسي المعروف أيضاً باسم "هيكساسيانوفيرات البوتاسيوم الحديدي"، يُستَخدم كَدواء لِعلاج التَّسَمم بالثاليوم أو التسمم الإشعاعي السيزيوم.
الآثار الجانبية قَد تَشمل الإمساك، نقص بوتاسيوم الدم. مَع الاستِخدام عَلى المَدى الطويل، قد يَتحول العرق إلى اللون الأزرق. وهو يَعمل عن طريق الترابط، وبالتالي يَمنع امتصاص الثاليوم والسيزيوم من الأمعاء.
طُورَ أزرق بروسيا عام 1706. وهُو مُدرج في قائمة الأدوية الأساسية النموذجية لمنظمة الصحة العالمية، وهي الأدوية الأكثر فَعالية وأمناً في النظام الصحي. في عام 2016 تمت الموافقة على استخدامه الطبي في ألمانيا والولايات المتحدة. في الولايات المتحدة يكلف العلاج أكثر من 200 دولار أمريكي. الحصول على أزرق بروسيا يمكن أن يكون صعباً في العديد من مناطق العالم بما في ذلك العالم المتقدم.

## الاستخدامات الطبية
يستخدم أزرق بروسيا لِعلاج التسمم بالثاليوم أو التسمم الإشعاعي بالسيزيوم. ويمكن أيضاً أن يُستخدم في حالات التَّعرض لنويدة مشعة.
في كثير من الأحيان يَتِم إعطاءُه مَع مانيتول أوسوربيتول لِزيادة سُرعة التَّحرك في الأمعاء.
ويستخدم أيضاً للكَشف عَن الهيموسيديرين في البول لتأكيد تشخيص نقص G6PD.

### تسمم الثاليوم
في حالات الثاليوم، يستخدم الأزرق بروسيا بالإضافة إلى غسل المعدة، إدرار البول وغسيل الكلى.
ويتم إعطاءه أيضاً لخفض كمية الثاليوم في البول إلى أقل من 0.5 ملغ يومياً.

### تسمم السيزيوم
يُستخدم عَلى وَجه التَّحديد فقط في تسمم السيزيوم عند دخول السيزيوم إلى الجسم إما عن طريق البلع أوالتنفس.